# Kapuzineraffen

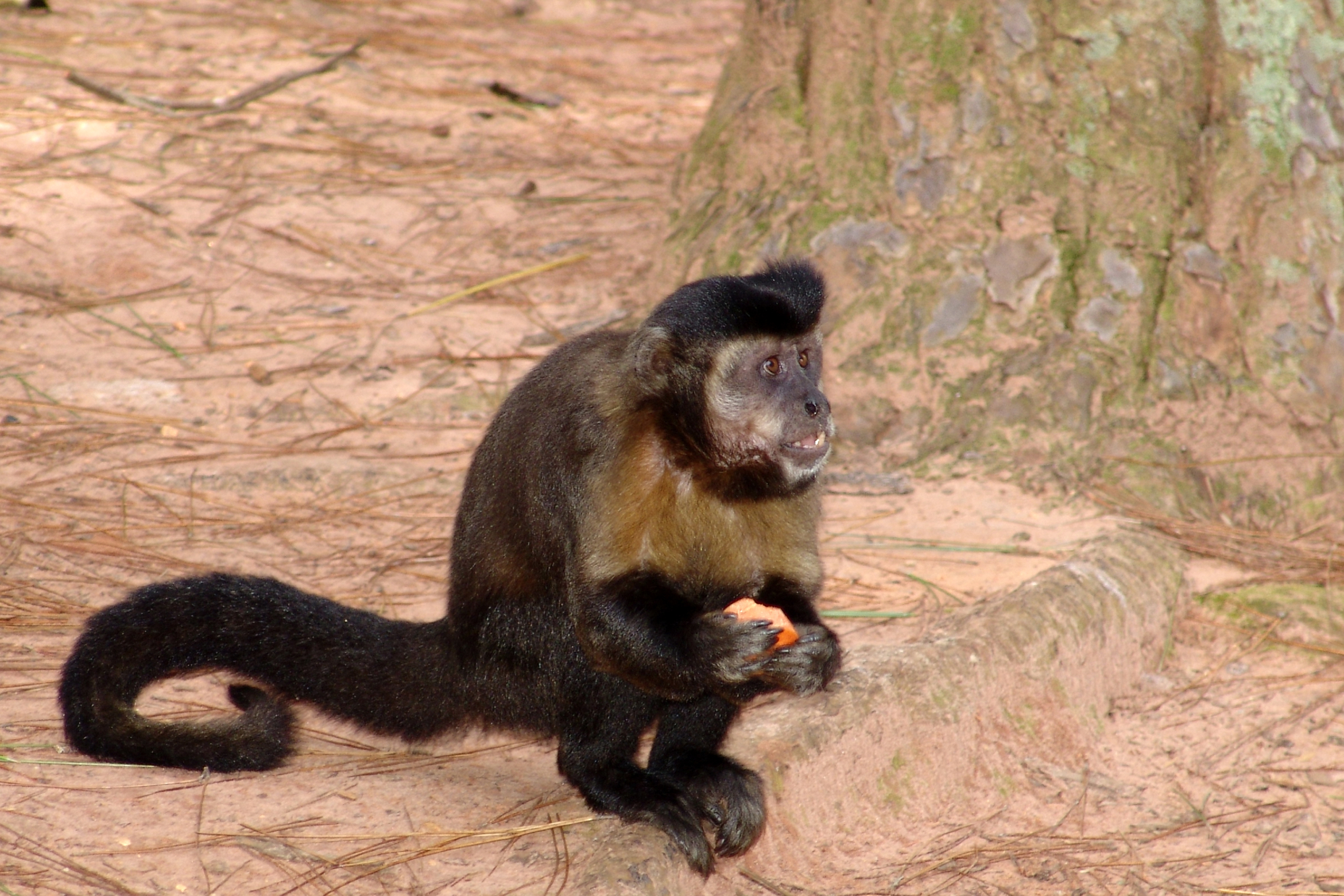
Der Schwarze Kapuziner (Cebus nigritus) ist ein Vertreter der gehaubten Gruppe

Die Kapuzineraffen (Cebinae) sind eine Primatengruppe aus der Gruppe der Neuweltaffen. Es sind waldbewohnende, allesfressende Tiere, die in Gruppen leben. Die Unterfamilie wird in über 20 Arten unterteilt.

## Merkmale
Kapuzineraffen sind mittelgroße Primaten. Sie erreichen eine Kopfrumpflänge von 31 bis 56 Zentimeter, der Schwanz wird 30 bis 56 Zentimeter lang. Die Weibchen sind mit etwa 2 bis 3 Kilogramm deutlich leichter als die Männchen, die 3 bis 4 Kilogramm wiegen. Der Rumpf ist schlank, die Vorder- und Hintergliedmaßen sind annähernd gleich lang. Die Finger sind kurz und der Daumen ist opponierbar, wodurch diese Primaten manuell sehr geschickt sind. Der Schwanz ist greiffähig, aber kein voll ausgebildeter Greifschwanz mit unbehaartem Hautfeld, wie er bei den Klammerschwanzaffen vorkommt.
Die Färbung des Fells ist variabel, meist ist der Rumpf in Braun- oder Schwarztönen gehalten. Häufig sind die Arme, die Beine und der Schwanz dunkler, manchmal hebt sich auch die Färbung des Schulterbereichs oder der Brust vom übrigen Körper ab. Bei der gehaubten Artengruppe bilden die Haare auf der Oberseite des Kopfes einen auffälligen Schopf, bei den anderen nicht, häufig ist aber auch hier die Kopfoberseite kontrastierend gefärbt. Ihren Namen verdanken sie dieser Färbung, die den Kutten des Ordens der Kapuziner ähneln soll.

## Verbreitung und Lebensraum
Kapuzineraffen leben auf dem amerikanischen Kontinent, ihr Verbreitungsgebiet reicht von Mittelamerika (Honduras) über das Amazonasbecken bis in das südöstliche Brasilien und das nördliche Argentinien. Ihr Lebensraum sind Wälder, wobei sie flexibler als andere Neuweltaffen sind und mit vielen Waldtypen zurechtkommen. So sind sie in Regenwäldern ebenso wie in trockenen Laubwäldern, in Mangroven- und Gebirgswäldern zu finden.

## Ökologie und Lebensweise
Wie die meisten Neuweltaffen sind Kapuzineraffen tagaktive Baumbewohner. Im Geäst bewegen sie sich meist auf allen vieren fort, bei der Nahrungsaufnahme hängen sie manchmal nur an ihrem Schwanz. Gelegentlich kommen sie auch auf den Boden.
Nachts schlafen sie auf hohen Bäumen, die sie vor Räubern schützen sollen.
Tagsüber verbringen wilde Kapuzineraffen etwa 42 % der Zeit mit Fortbewegung, 40 % mit Nahrungserwerb und -verzehr und 6 % mit sozialen Interaktionen. Ruhephasen finden hauptsächlich während der Mittagszeit statt und machen etwa 14 bis 21 % der Tagesaktivität aus.
Das Aktivitätsmuster der Tiere kann sich im Jahresverlauf leicht ändern, so sind beispielsweise die Ruhephasen während der Trockenzeit ausgedehnter als in der Regenzeit.
Kapuzineraffen sind territoriale Tiere, das Kerngebiet des Reviers wird mit Urin markiert und gegen Eindringlinge verteidigt, an den Außenzonen überlappen sich Gebiete jedoch häufig.
Das Territorium einer Kapuzineraffen-Gruppe kann 80 bis über 300 Hektar groß sein, wobei die Tiere innerhalb dieses Gebiets pro Tag Strecken zwischen 1,0 und 3,5 Kilometern zurücklegen.
Ungewöhnlich für Neuweltaffen ist die Tatsache, dass verschiedene Kapuzineraffen-Arten in bestimmten Regionen sympatrisch nebeneinander leben, z. B. lebt Sapajus apella in manchen Regionen mit Cebus olivaceus und Cebus albifrons zusammen.
Zu den natürlichen Feinden zählen große Greifvögel, Katzen und Schlangen.

## Nahrung
Die Nahrung der Kapuzineraffen ist vielfältig. Den Hauptbestandteil machen Früchte aus, in der Trockenzeit spielen Samen eine wichtige Rolle. Neben anderen Pflanzenbestandteilen wie Knospen fressen sie auch Insekten, Spinnen und andere Kleintiere, manchmal auch Vogeleier und kleine Wirbeltiere. Bei ihnen ist auch Werkzeuggebrauch bekannt: Sie verwenden Steine, um Wurzeln auszugraben oder um Nüsse zu knacken. Das Nutzen von Steinen zum Aufknacken harter Nüsse kann auf mehrere Faktoren zurückgeführt werden. Einerseits besteht so die Möglichkeit, in den trockeneren Landschaften oder den trockeneren Jahreszeiten an wichtige Nährstoffe zu gelangen, andererseits erfordert das Aufschlagen der Früchte nur einen geringen Energieaufwand und könnte so als opportunistische Methode der Nahrungsbeschaffung angesehen werden. Darüber hinaus spielt eventuell die Gewinnung spezifischer Nährstoffe eine ausschlaggebende Rolle.

## Soziale Organisation
Kapuzineraffen leben in Gruppen aus etwa 8 bis 30 Tieren; die mittlere Gruppengröße beträgt ca. 18 Tiere. Eine Gruppe setzt sich aus mehreren erwachsenen Männchen und Weibchen und dem gemeinsamen Nachwuchs zusammen. Sie ist matrilinear organisiert, das heißt, die Weibchen bleiben in der Regel in ihrer Geburtsgruppe, während Männchen beim Erreichen der Geschlechtsreife die Gruppe verlassen und Anschluss an eine andere Gruppe suchen.
Beide Geschlechter etablieren eine Rangordnung, die unter anderem im Zugang zu Nahrungsressourcen und bei der Fortpflanzung zum Tragen kommt. Das dominante Männchen ist das Zentrum der Gruppenaufmerksamkeit und führt die Gruppe an, legt also die Richtung bei der Nahrungssuche fest und bestimmt auch, ob die Gruppe wandert oder sich ausruht.
Dem dominanten Weibchen sind alle anderen Männchen und Weibchen untergeordnet.
Die gegenseitige Fellpflege sowie eine Vielzahl von Lauten dienen der Kommunikation und der Stärkung des Gruppenzusammenhalts.

## Fortpflanzung

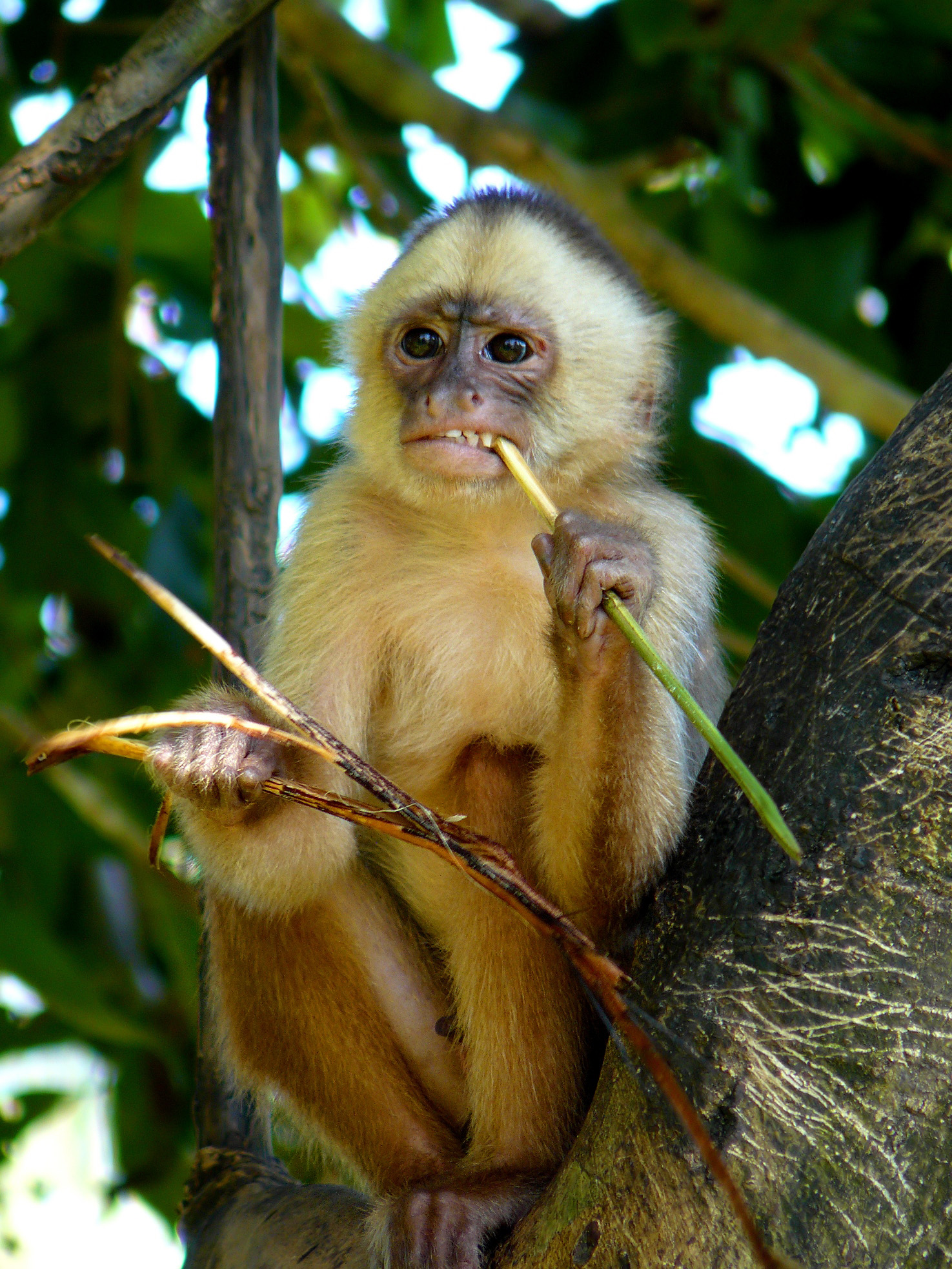
Weißstirnkapuziner (Cebus albifrons)

Alle zwei Jahre bringt das Weibchen nach 150- bis 180-tägiger Tragzeit ein Jungtier zur Welt. Dieses klammert sich zunächst an den Bauch der Mutter, später an ihren Rücken. Kapuzineraffenväter beteiligen sich selten an der Aufzucht der Jungen, dafür manchmal andere weibliche Gruppenmitglieder. Nach einigen Monaten bis über einem Jahr werden sie entwöhnt, mit vier bis fünf Jahren tritt die Geschlechtsreife ein. In Gefangenschaft gehaltene Exemplare können über 50 Jahre alt werden, in freier Natur dürfte die Lebenserwartung 15 bis 25 Jahre betragen.

## Kapuzineraffen und Menschen
Kapuzineraffen zählen zu den intelligentesten Neuweltaffen und werden oft in Labors gehalten. Vielfach werden sie auch als Heimtiere gehalten; auch in Zoos und Tiershows findet man sie des Öfteren. Sie waren häufig Begleiter von Drehorgelspielern und treten bis heute in diversen Darbietungen auf. Eine artgerechte Haltung ist dabei in den seltensten Fällen gewährleistet. In den USA gibt es Projekte, bei denen Kapuzineraffen als Hilfen für körperlich behinderte Menschen ausgebildet werden.
In der freien Wildbahn gehören Kapuzineraffen aufgrund ihrer Anpassungsfähigkeit und ihrem weiten Verbreitungsgebiet meist nicht zu den gefährdeten Arten. Manchmal werden sie bejagt, entweder wegen ihres Fleisches oder weil sie Plantagen plündern und als Plage gesehen werden. In manchen Regionen sind sie durch die Zerstörung ihres Lebensraumes selten geworden. Besonders die Arten im dichtbesiedelten Nordosten und Osten Brasiliens sind von der Zerstörung des Lebensraumes betroffen und darum gefährdet.

## Systematik
Die Kapuzineraffen bilden zusammen mit den Totenkopfaffen die Familie der Kapuzinerartigen (Cebidae). Manchmal werden auch noch die Krallenaffen in diese Gruppe gerechnet.
Anhand der Kopfbehaarung, der Körperproportionen und der Schädelmorphologie lassen sich die Kapuzineraffen in zwei Gattungen einteilen, die gehaubten (mit Haarschopf) und die ungehaubten. Insgesamt werden zwei Gattungen und über zwanzig Arten unterschieden:
- Ungehaubte Kapuziner (Cebus)
  - Der Ekuador-Kapuzineraffe (Cebus aequatorialis, Syn.: C. albifrons aequatorialis)
  - Der Weißstirnkapuziner (Cebus albifrons)
  - Der Venezuela-Kapuzineraffe (Cebus brunneus, Syn.: C. olivaceus brunneus, C. albifrons trinitatis)
  - Der Weißschulterkapuziner (Cebus capucinus)
  - Der Kastanienbraune Kapuzineraffe (Cebus castaneus, Syn.: C. olivaceus castaneus)
  - Der Rio-Cesar-Kapuzineraffe (Cebus cesarae, Syn.: C. albifrons cesarae)
  - Der Peru-Kapuzineraffe (Cebus cuscinus, Syn.: C. albifrons cuscinus)
  - Der Panama-Kapuzineraffe (Cebus imitator)
  - Der Kaapori-Kapuziner (Cebus kaapori)
  - Der Weißkopf-Kapuzineraffe (Cebus leucocephalus, Syn.: C. albifrons leucocephalus)
  - Der Santa-Marta-Kapuzineraffe (Cebus malitiosus, Syn.: C. albifrons malitiosus)
  - Der Braune Kapuziner (Cebus olivaceus)
  - Der Spix-Kapuzineraffe (Cebus unicolor)
  - Der Kolumbien-Kapuzineraffe (Cebus versicolor, Syn.: C. albifrons versicolor)
  - Der Marañon-Kapuzineraffe (Cebus yuracus)

- Gehaubte Kapuziner (Sapajus)

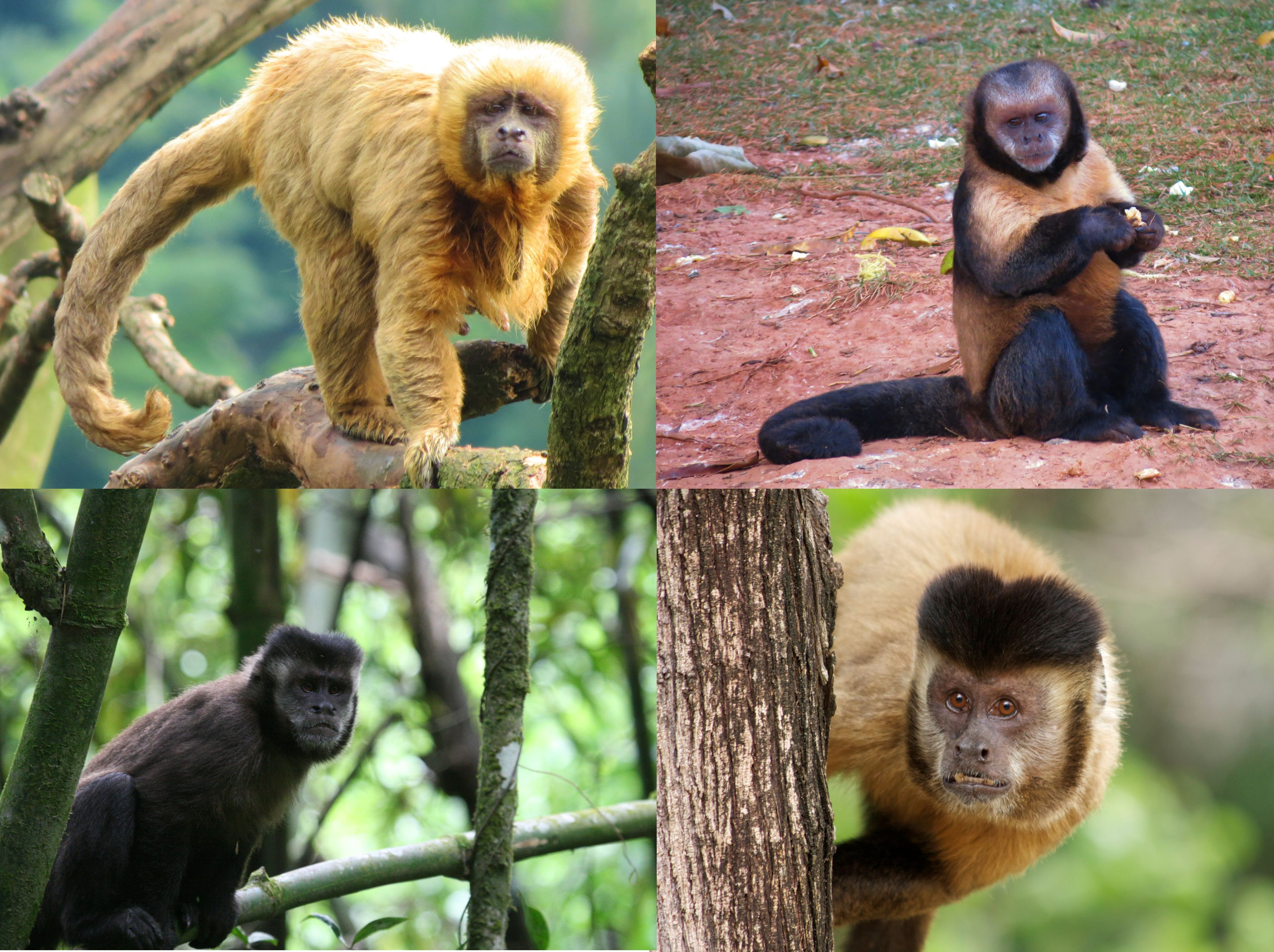
Vier Arten der Gehaubten Kapuziner, im Uhrzeigersinn von links oben:
Sapajus flavius, S. xanthosternos, S. libidinosus und S. nigritus

  - Der Haubenkapuzineraffe (Sapajus apella) ist die Typusart der Gattung
  - Der Azara-Kapuzineraffe (Sapajus cay)
  - Der Goldkapuziner (Sapajus flavius)
  - Der Rückenstreifen-Kapuziner (Sapajus libidinosus)
  - Der Schwarze Kapuziner (Sapajus nigritus)
  - Der Schopfkapuzineraffe (Sapajus robustus)
  - Der Gelbbrust-Kapuziner (Sapajus xanthosternos)